# Teofil Bargieł
Teofil Bargieł pseud. Antek, Dąb, Kilof (ur. 15 kwietnia 1895 w Zagórzu w powiecie będzińskim, zm. 25 kwietnia 1961 w Opolu) – działacz polskiego, francuskiego, luksemburskiego, niemieckiego i belgijskiego ruchu komunistycznego, górnik.
Syn Szczepana, skończył 3 klasy szkoły powszechnej, potem pracował w kopalni "Mortimer". W 1918 współorganizował strajk górników w tej kopalni; w tym samym roku wstąpił do KPRP/KPP, do 1923 był sekretarzem Komitetu Dzielnicowego (KD) KPRP w Dąbrowie Górniczej. Na przełomie 1918/1919 był członkiem Rad Delegatów Robotniczych (RDR) Zagłębia Dąbrowskiego. 1923–1928 przebywał na emigracji, najpierw we Francji, gdzie wstąpił do FPK, działał w MOPR i lewicowych związkach zawodowych (Confederation Generale du Travail Unitaire – CGTU), był sekretarzem Komitetu Rejonowego FPK, równocześnie pracował w kopalniach okręgu węglowego Pas-de-Calais.
Aresztowany i wydalony z Francji w 1926, przeniósł się do Luksemburga, gdzie wstąpił do Komunistycznej Partii Luksemburga. Rok później przeniósł się do Berlina, gdzie był działaczem KPD. Po powrocie do kraju pracował w Hucie Bankowej w Dąbrowie Górniczej, gdzie był sekretarzem KD; wszedł również w skład Komitetu Okręgowego (KO) KPP w Dąbrowie Górniczej. Delegat okręgowy Związku Zawodowego Metalowców na IV Kongres Klasowych Związków Zawodowych (30 maja-2 czerwca 1929 w Warszawie). Wkrótce wyjechał do Belgii, gdzie był górnikiem w Pont-de-Loup, działał w Komunistycznej Partii Belgii, głównie w środowisku polskich emigrantów-robotników.
Po powrocie do kraju (1930) pracował w hucie w, następnie w Fabryce Bieli Cynkowej w Będzinie. 1930–1938 był sekretarzem KD KPP w Będzinie. W lutym 1942 wstąpił do PPR, sekretarz KD PPR w Będzinie i Dąbrowie Górniczej. W 1944 był członkiem AL. W lutym 1945 udał się na Śląsk Opolski w celu organizowania tam struktur partyjnych. Pracował najpierw w starostwie powiatowym w Opolu, następnie był majstrem w cementowni "Groszowice". 1945–1952 członek Komitetu Powiatowego (KP) PPR/PZPR w Opolu i sekretarze Komitetu Zakładowego (KZ) PPR/PZPR w cementowni "Groszowice". Był odznaczony m.in. Krzyżem Oficerskim Orderu Odrodzenia Polski (1955) i Złotym Krzyżem Zasługi.